# برايان باوتشر
برايان باوتشر (بالإنجليزية: Brian Boucher)‏ هو لاعب هوكي الجليد أمريكي، ولد في 2 يناير 1977 في ونسوكت في الولايات المتحدة.

## وصلات خارجية
- برايان باوتشر على موقع دوري الهوكي الوطني (الإنجليزية)
- برايان باوتشر على موقع قاعة مشاهير الهوكي (لاعب أن.إتش.أل) (الإنجليزية)
- برايان باوتشر على موقع EliteProspects.com (الإنجليزية)
- برايان باوتشر على موقع Eurohockey.com (الإنجليزية)
- برايان باوتشر على موقع HockeyDB.com (الإنجليزية)
- برايان باوتشر على موقع Hockey-Reference.com (الإنجليزية)